# 30365 Gregduran
30365 Gregduran este un asteroid din centura principală de asteroizi.

## Descriere
30365 Gregduran este un asteroid din centura principală de asteroizi. A fost descoperit pe 6 mai 2000 la Socorro, New Mexico, în cadrul proiectului LINEAR. Asteroidul prezintă o orbită caracterizată de o semiaxă mare de 2,31 ua, o excentricitate de 0,10 și o înclinație de 4,2° în raport cu ecliptica.